# Князь Пожарский (фрегат)
«Князь Пожа́рский» — броненосный крейсер (рангоутный броненосный батарейный фрегат) русского императорского флота. Первый русский броненосный корабль, вышедший за пределы Балтики.

## Проект
Проект разрабатывался в рамках конкурса проектов железных броненосцев 1863 года, как «батарейное судно большого ранга», в 1864 году был классифицирован как «восьмипушечный батарейный корвет». Большое влияние на разработку оказал строящийся Англии броненосец «Беллерофон». 21 октября 1864 года был подписан контракт на строительство.

## Строительство
Строился в Санкт Петербурге на верфи «Галерный остров» по проекту генерал-майора С. И. Чернявского английским подрядчиком К. Митчеллом под наблюдением корабельного инженера штабс-капитана А. Ф. Соболева.
Зачисление в списки кораблей 29 мая 1865 года. Работы по строительству начались 18 ноября 1864 года. Спущен на воду 31 августа 1867 года. Принят в казну в 1869 году. Стоимость корпуса 1 035 479 руб., машины — 384 140 руб.
В 1871 году, по замечанию начальника броненосной эскадры адмирала Бутакова Г. И., взамен боевой рубки для защиты от ружейного огня смонтировали броневые листы толщиной 50,8 мм. В 1872 году по распоряжению адмирала А. А. Попова были изменены рангоут и дифферентовка.

## Служба
Вступил в строй 1873 году под командованием капитана 2-го ранга Басаргина.
С 1873 года по 1875 год — средиземноморский и далее трансатлантический поход под командованием Басаргина, ставший первым для российского цельнометаллического корабля. Во время похода в 1873 году от тифа умерло трое матросов Иван Любимкин, Николай Калутин и Василий Зорин. Их могилы находятся на кладбище военного госпиталя в Нетли, который расположен в парке Виктория, Саутгемптон. От неизвестной инфекции в 1874 году погибло ещё трое матросов, они похоронены на кладбище греческого острова Корфу. В это время старшим судовым врачом был Б. А. Кёрбер.
По возвращении из похода осенью 1875 года «Князь Пожарский» был поставлен в ремонт с модернизацией: подверглась переделке паровая машина; вместо шести котлов установили восемь новых; была установлена дополнительная подъемная труба; корпус покрыли однорядной (на сквозных болтах) деревянной обшивкой и цинковыми листами; добавлены приспособления для использования шестовых, откидных и буксируемых мин. Высота грот-мачты от палубы до топа — 16,5 м; масса рангоута — 135 тонн. При новом такелаже и рангоуте площадь парусов составляла около 2200 м². Общее количество экипажа возросло до 494 человек (24 офицера и 470 матросов).
Испытания в Балтийском море начались с 10 июля и продлились до 25 ноября 1877 года. На осенних испытаниях корабль достиг скорости в 11,9 узла при давлении пара 1,54 атмосферы, мощности 2214 л. с. и осадке 6,26 метра (максимальный результат 1872 года — 10,8 узла).
В апреле 1880 года «Князь Пожарский» по приказу отправился из Пирея на Дальний Восток, где вошёл в состав 2-го отряда под командованием контр-адмирала Асланбегова («Князь Пожарский», «Азия», «Крейсер», «Разбойник», «Забияка» и «Абрек») эскадры на Тихом океане вице-адмирала Лесовского.
С 12 мая по 6 августа 1890 года выход в море из Кронштадта и обратно под флагом командующего учебной эскадрой контр-адмирала Геркена с младшими кадетами в учебное плавание. Заходы в Бьёрке, Гельсингфорс, и Ревель.
Исключён из списков 14 апреля 1911 года.
По мнению отечественных историков флота, «Князь Пожарский» родился в спорах о будущем парового броненосного флота 1860-х годов, когда ясно видимой перспективы их использования военно-морская наука ещё не сформировала. По сути, он и ему подобные первенцы военного парового флота сами формировали эту науку своими опытом и ошибками. Так, изначально предполагавшийся в действиям на океанских коммуникациях «Князь Пожарский» оказался неспособным к ним ввиду своей малой скорости и запасом угля всего на 800 миль автономного плавания. По опыту «Князя Пожарского» военные теоретики склонялись к мысли, что для крейсерской войны необходимо облегчить броневую защиту судна и усилить его артиллерию.

## Командиры
- 04.10.1865[7] — хх.хх.1877 — капитан-лейтенант (с 01.01.1873 капитан 2-го ранга) Басаргин, Владимир Григорьевич
- до 1867 капитан 1-го ранга Куприянов
- 05.05.1880 — 1881 — капитан 1-го ранга Тыртов, Павел Петрович
- хх.хх.1881 — хх.хх.1885 — капитан 2-го ранга (с 30.08.1882 капитан 1-го ранга) Шанц, Фридрих Севастьянович
- 18.03.1885[8] — хх.хх.1885 — капитан 1-го ранга Макаров, Степан Осипович
- 01.01.1886 — 12.01.1887 — капитан 1-го ранга Лавров, Иван Михайлович
- 12.01.1887 — хх.хх.1891 — капитан 1-го ранга Мессер, Владимир Павлович
- хх.хх.1891 — 01.01.1894 — капитан 1-го ранга Остелецкий, Константин Степанович
- хх.хх.1894 — хх.хх.1894 — капитан 1-го ранга Пуцило, Владимир Павлович
- 01.01.1895 — 17.11.1897 — капитан 1-го ранга Баранов, Николай Дмитриевич
- 17.11.1897 — после 15.01.1901 — капитан 1-го ранга Стронский, Иван Иванович
- 09.09.1902 — 30.01.1906 — капитан 1-го ранга ван дер Шкруф, Михаил Ипполитович
- 30.01.1906 — 10.04.1906 — капитан 1-го ранга Сарнавский, Владимир Симонович
- 10.04.1906 — 12.06.1906 — капитан 2-го ранга Гирс, Владимир Константинович
- 12.06.1906 — 11.09.1906 — капитан 2-го ранга Васильковский, Станислав Францевич
- 23.10.1906 — хх.хх.хххх  — капитан 2-го ранга Зозулевич, Иван Сампсонович
- хх.хх.1907 — хх.хх.1908 — капитан 1-го ранга Протопопов, Вениамин Николаевич
- с 1908 капитан 1-го ранга (полковник адмиралтейства) Андржиевский, Константин Клитович

## Известные люди, служившие на корабле
- ??.??.1900—??.??.1904 лейтенант Н. М. Белкин[9]
- Абаза, Алексей Михайлович
- Авелан, Фёдор Карлович
- Алексеев, Евгений Иванович
- Гумилев, Степан Яковлевич
- Дриженко, Фёдор Кириллович
- Иванов, Пётр Васильевич
- Истомин, Михаил Константинович
- Кёрбер, Бернгард Августович
- Колчак, Александр Васильевич
- Меньшиков, Михаил Осипович
- Чухнин, Григорий Павлович
- Штер, Андрей Петрович
- Шидловский, Михаил Владимирович[10]

## Интересные факты
- Меньшиков Михаил Осипович в ряде изданий опубликовывал очерки заграничного плавания на фрегате «Князь Пожарский», а в 1879 году они были выпущены отдельной книгой названой «По портам Европы».